# Pycnacantha dinteri
Pycnacantha dinteri là một loài nhện trong họ Araneidae.
Loài này thuộc chi Pycnacantha. Pycnacantha dinteri được Wilhelm Meise miêu tả năm 1932.